# سينثيا هارفي
سينثيا هارفي (بالإنجليزية: Cynthia Harvey)‏ هي راقصة أمريكية، ولدت في 27 مايو 1957.

## وصلات خارجية
- سينثيا هارفي على موقع IMDb (الإنجليزية)